# NGC 3268
NGC 3268 (również PGC 30949) – galaktyka eliptyczna (E2), znajdująca się w gwiazdozbiorze Pompy. Została odkryta 18 kwietnia 1835 roku przez Johna Herschela. Galaktyka ta należy do gromady w Pompie i jest jej głównym składnikiem.